# Miss Italia nel mondo 1992
La seconda edizione di Miss Italia nel mondo si è svolta presso le Terme Berzieri di Salsomaggiore Terme il 5 settembre 1992 ed è stata condotta da Fabrizio Frizzi. Vincitrice del concorso è risultata essere l'australiana Erika Verolin.

## Piazzamenti
| Risultato finale           | Concorrente                 |
| -------------------------- | --------------------------- |
| Miss Italia nel mondo 1992 | - Australia - Erika Verolin |

## Concorrenti[1]
01 Australia - Erika Verolin
02 Nicaragua - Karen Celebertti